# José María de Rozas
José María de Rozas Lima y Melo (Mendoza, 1776-Santiago, 1847).
Fue hijo de Fernando Martínez de Soto Rozas y Catalina de Lima y Melo. Estudió en el Colegio Carolino y cursó Leyes en la Real Universidad de San Felipe, logrando el título de abogado en 1799. 
Participó de las batallas de independencia en el bando realista, fue parlamentario en el Primer Congreso Nacional, siendo uno de los más acérrimos detractores de un intento de emancipación.

## Actividades públicas
- Militante del Bando Realista.
- Diputado por San Fernando, al primer Congreso Nacional (1811).
- Regidor auxiliar del Cabildo de Santiago (1813).
- Exiliado a Mendoza durante la Reconquista Española (1814-1817).
- Retornó a Chile con las tropas patriotas y O'Higgins le encargó la redacción de una carta constitucional que fue sancionada en 1818.
- Agente confidencial al Perú (1821).
- Senador pipiolo, representando al Ejército en el Senado Conservador por el período(1822-1823).
- Encargado de preparar las campañas militares al sur (1823).
- Presidente del Senado desde el 30 de mayo al 22 de noviembre de 1823.
- Diputado por Ancud, Quinchao y Castro por el período 1823-1824.
- Diputado liberal, representando a Santiago por el período 1834-1837, al mismo tiempo que era Senador.
- Senador liberal, representando a la provincia de Ñuble, por el período (1834-1840).
- Integró en sus periodos parlamentarios las comisiones de Gobierno, Agricultura, Industria y Comercio, y la de Estadística.

| Precedido por: Francisco Ruiz-Tagle Portales | Presidente del Senado 22 de noviembre de 1823 - 11 de marzo de 1824 | Sucedido por: Juan de Dios Vial del Río |